# Warlow (Guttentag)
Warlow, polnisch Warłów, ist eine Ortschaft in Oberschlesien. Warlow liegt in der Gemeinde Guttentag im Powiat Oleski in der polnischen Woiwodschaft Oppeln.

## Geschichte

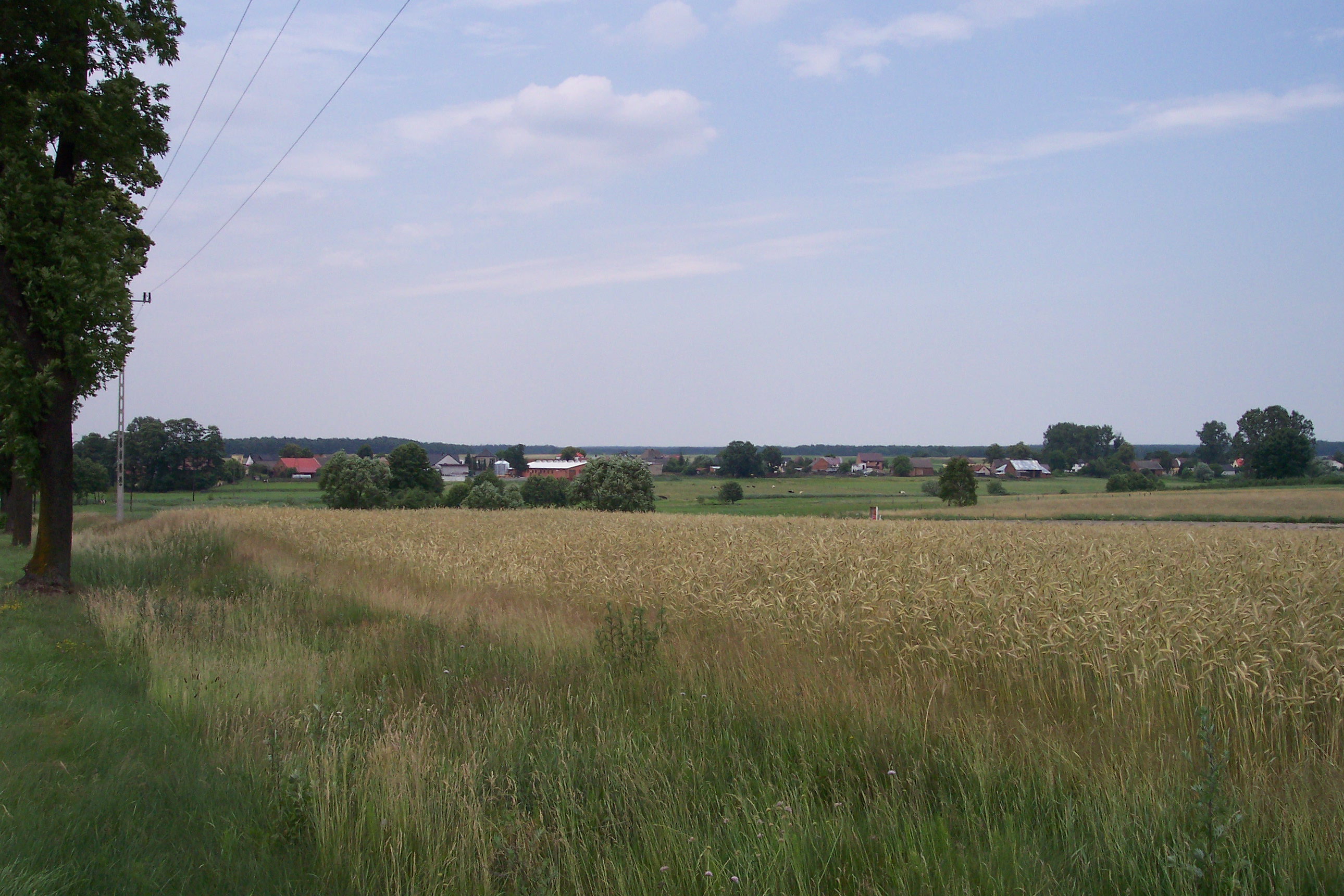
Blick auf Warlow

Bei der Volksabstimmung in Oberschlesien am 20. März 1921 stimmten 104 Wahlberechtigte für einen Verbleib bei Deutschland und 158 für Polen, im Gutsbezirk Warlow stimmten 32 Personen für Deutschland und 20 Personen für Polen. Warlow verblieb beim Deutschen Reich. 1933 lebten im Ort 736 Einwohner. Am 22. Juli 1936 wurde der Ort in Wiesenau (Oberschlesien) umbenannt. 1939 hatte der Ort 742 Einwohner. Bis 1945 befand sich der Ort im Landkreis Loben (zwischenzeitlich im Landkreis Guttentag).
1945 kam der bisher deutsche Ort unter polnische Verwaltung und wurde in Warłów umbenannt und der Woiwodschaft Schlesien angeschlossen. 1950 kam der Ort zur Woiwodschaft Oppeln. Von 1975 bis 1998 befand sich der Ort in der Woiwodschaft Tschenstochau. 1999 kam der Ort zur Woiwodschaft Oppeln und zum Powiat Oleski. Am 4. Juli 2008 erhielt der Ort zusätzlich den amtlichen deutschen Ortsnamen Warlow.